# 白水 (呉服店)
株式会社白水（はくすい）は、福岡県福岡市博多区に本社を置き、和服の専門店を運営している企業である。旧社名は株式会社九州さが美。
元は、神奈川県に本社を置く株式会社さが美の100%子会社であったが、親会社が保有する同社の株式を譲渡したと同時に、株式会社白水へ商号変更。同時にさが美グループ、およびユニーグループから離脱した。

## 沿革
- 1977年（昭和52年）9月 - 名古屋市にて「株式会社立花商司」として設立
- 1980年（昭和55年）10月 - 「株式会社呉竹」に商号を変更
- 1985年（昭和60年）4月 - 名古屋市から福岡市に本社を移転
- 1995年（平成7年）2月 - 「株式会社九州さが美」に商号を変更
- 2004年（平成16年）1月28日 - 旧・九州さが美を株式会社永谷美笠和装服飾総合研究所に商号を変更（のちに会社清算される）。新会社として「株式会社九州さが美」を設立
- 2004年（平成16年）3月 - 旧ユニード系の株式会社ゆう苑より呉服事業部を営業譲受する[2]
- 2011年（平成23年）2月21日 - ゆう苑の全店をさが美にショップブランド変更
- 2012年（平成24年）10月31日 - 親会社の保有する全株式を譲渡され、株式会社白水に社名変更

## 店舗
- 現状、各店舗は「白水」ブランドに変更されているが、かつてのそのままを記載する。

### さが美
- 福岡県
  - 筑紫野店
  - 八女店
  - 大牟田店
  - 西新店
  - 小倉店

### さが美（旧ゆう苑）
- 福岡県
  - 香椎店
  - 黒崎店
  - 大川店
  - 行橋店
  - 中間店
  - 春日店
  - 飯塚本町店
- 熊本県
  - 光の森店
- 長崎県
  - 島原店
- 佐賀県
  - 唐津店

#### 過去に存在した店舗
- さが美 ： 甘木店、原サティ店、サンピアン熊本店、熊本店（サンリブシティくまなん内）、はません店、荒尾店、八代店、大村店、川内店
- ゆう苑 ： 西新店（2005年3月さが美にリニューアル）、小倉店、粕屋店、宗像店、筑紫野店、熊本店（ダイエ一熊本店内）

## かつての縁戚関係グループ
- 株式会社さが美
- 株式会社東京ますいわ屋